# 胸回旋筋
胸回旋筋（きょうかいせんきん、英語: rotatores thoracis muscle）は、長背筋のうち、斜胸の深層に位置する筋肉である。回旋筋のうち、頸回旋筋と腰回旋筋、胸回旋筋の3部に分けられたものの一方である。全脊椎の横突起を起始とし、斜側上方に向かって走り、1～2個上の椎骨棘突起に付着する。
脊柱の回旋を行う。